# Doug Mohns
Douglas Allen „Doug“ Mohns (* 13. Dezember 1933 in Capreol, Ontario; † 7. Februar 2014 in Reading, Massachusetts) war ein kanadischer Eishockeyspieler, der im Verlauf seiner aktiven Karriere zwischen 1950 und 1975 unter anderem 1484 Spiele für die Boston Bruins, Chicago Black Hawks, Minnesota North Stars, Atlanta Flames und Washington Capitals in der National Hockey League auf der Position des Verteidigers bestritten hat. Mohns, der 22 Jahre in der NHL verbrachte und der erste Mannschaftskapitän in der Franchise-Geschichte der Washington Capitals war, nahm insgesamt siebenmal am NHL All-Star Game teil.

## Karriere
Doug Mohns begann seine Karriere als Eishockeyspieler bei den Barrie Flyers, für die er von 1950 bis 1953 in der Ontario Hockey Association aktiv war und mit denen er 1951 und 1953 jeweils den Memorial Cup gewann.
Anschließend erhielt der Verteidiger einen Vertrag bei den Boston Bruins aus der National Hockey League, für die er die folgenden elf Jahre auf dem Eis stand, ehe er am 8. Juni 1964 im Tausch für Reg Fleming und Ab McDonald an die Chicago Black Hawks abgegeben wurde. Für Chicago spielte Mohns weitere sieben Jahre in der NHL, bevor er im Laufe der Saison 1970/71 mit Terry Caffery und im Tausch für Danny O’Shea zu den Minnesota North Stars transferiert wurde, für die er bis 1973 auflief. In seiner Zeit in Minnesota nahm er 1972 zum siebten und letzten Mal in seiner Laufbahn an einem NHL All-Star Game teil. Nach einem Jahr bei den Atlanta Flames verkauften diese ihn vor der Saison 1974/75 an das neugegründete Franchise Washington Capitals, deren erster Kapitän er wurde, bevor er nach 22 Spielzeiten in der NHL 1975 im Alter von 42 Jahren seine Karriere beendete.
Mohns verstarb im Februar 2014 im Alter von 80 Jahren an den Folgen eines Myelodysplastischen Syndroms in Reading im US-Bundesstaat Massachusetts.

## Erfolge und Auszeichnungen
| - 1953 J.-Ross-Robertson-Cup-Gewinn mit den Barrie Flyers - 1953 George-Richardson-Memorial-Trophy-Gewinn mit den Barrie Flyers - 1951 Memorial-Cup-Gewinn mit den Barrie Flyers - 1953 J.-Ross-Robertson-Cup-Gewinn mit den Barrie Flyers - 1953 George-Richardson-Memorial-Trophy-Gewinn mit den Barrie Flyers - 1953 Memorial-Cup-Gewinn mit den Barrie Flyers - 1954 Teilnahme am NHL All-Star Game | - 1958 Teilnahme am NHL All-Star Game - 1959 Teilnahme am NHL All-Star Game - 1961 Teilnahme am NHL All-Star Game - 1962 Teilnahme am NHL All-Star Game - 1965 Teilnahme am NHL All-Star Game - 1972 Teilnahme am NHL All-Star Game |

## Karrierestatistik
(Legende zur Spielerstatistik: Sp oder GP = absolvierte Spiele; T oder G = erzielte Tore; V oder A = erzielte Assists; Pkt oder Pts = erzielte Scorerpunkte; SM oder PIM = erhaltene Strafminuten; +/− = Plus/Minus-Bilanz; PP = erzielte Überzahltore; SH = erzielte Unterzahltore; GW = erzielte Siegtore; 1 Play-downs/Relegation; Kursiv: Statistik nicht vollständig)